# یوبیچ (کنیچ)
یوبیچ (به صربی: Ljubić) یک منطقهٔ مسکونی در صربستان است که در کنیچ واقع شده‌است.